# Wo ist Walter?

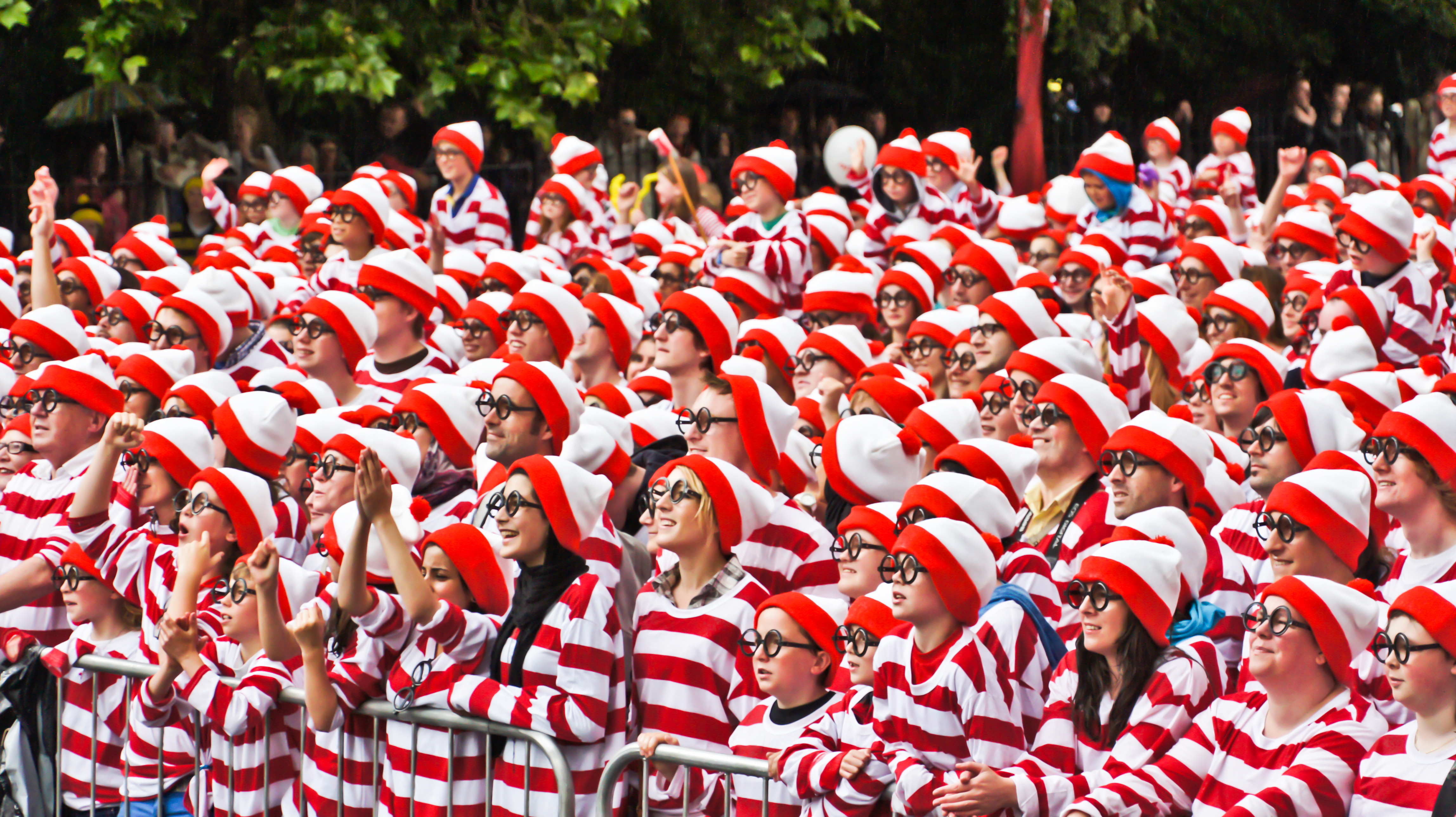
Personen als Walter verkleidet bei einem Weltrekordversuch

Wo ist Walter? (Originaltitel: Where’s Wally?) ist eine Kinderbuchreihe/Comic des Briten Martin Handford. Die Bücher enthalten eine Reihe großformatiger, detailreicher Wimmelbilder, auf denen die Figur des Weltenbummlers Walter zu finden ist. Auf den Bildern sind jeweils hunderte von Menschen zu sehen, zum Beispiel Stadtszenen, Jahrmärkte oder überfüllte Strände. Walter ist immer mit einer Brille, einem rot-weiß gestreiften Pullover und einer Pudelmütze bekleidet.
Im britischen Original, in Italien und in Spanien heißt Walter Wally, in Nordamerika Waldo, in Frankreich Charlie, in Norwegen Willy, in Dänemark Holger sowie in Island Valli, in Kroatien Jura.

## Bücher
Die Wo-ist-Walter?-Bücher wurden bisher 43 Millionen Mal in über 33 Ländern in 22 Sprachen verkauft. Das erste Buch wurde im Jahr 1987 in Großbritannien veröffentlicht.
Im Verlag Sauerländer sind folgende Bücher erschienen:
- Wo ist Walter? (Originaltitel: Where’s Wally?)
- Wo ist Walter jetzt? (Originaltitel: Where’s Wally Now?)
- Walters wilde Abenteuer (Originaltitel: Where’s Wally? 3: The Fantastic Journey)
- Wo ist Walter? Hier ist das irre-tolle-klasse Posterbuch (Originaltitel: Where’s Wally? The Magnificent Poster Book)
- Walter in Hollywood (Originaltitel: Where’s Wally? In Hollywood)
- Wo ist Walter? Das kleine Wimmel-Bilder-Spiel-Buch
- Wo ist Walter? Die große Bildersuche (Originaltitel: Where’s Wally? The Great Picture Hunt)
- Wo ist Walter? Das einfach tolle Mach-mal-Buch
- Wo ist Walter? Das wirklich irre Mach-mal-Buch
- Wo ist Walter? Das völlig verrückte Mach-mal-Buch
- Wo ist Walter? Das wundervoll wilde Mach-mal-Buch
- Das Walter-Wunderbuch

## TV-Serie
DiC Entertainment produzierte zu den Büchern eine Zeichentrickserie unter dem Originaltitel Where’s Wally? bzw. Where’s Waldo? (Nordamerika), in Deutschland unter dem Titel Wo ist Walter? Es wurde eine Staffel produziert, welche erstmals 1991/1992 ausgestrahlt wurde. Der Inhalt der 30-minütigen Sendungen drehte sich dabei um Walter, der mit seinem Hund durch Zeit und Raum reiste, dabei so manches Abenteuer erlebte und auch immer wieder von den Zuschauern in Suchbildern gefunden werden musste.

## Videospiele
Zu den Büchern erschienen auch einige Videospielumsetzungen. Das Spielprinzip ähnelte der Buchvorlage und besteht meist darin, Walter innerhalb einer bestimmten Frist auf einem Bild ausfindig zu machen. Folgende Videospiele sind erschienen:
- Where’s Waldo? (NES, 1991, Hersteller THQ)
- The Great Waldo Search (NES, SNES, Sega Mega Drive, 1992, THQ)
- Wally wo Sagase! (Arcade-Spiel, 1992, Sega)
- Wally wo Sagase! (SNES, 1993, Tomy)
- Where's Waldo? At the Circus (PC/Windows, 1995, Imagination Pilots)
- Where's Waldo? Exploring Geography (PC/Windows, 1996, Imagination Pilots)
- Where’s Waldo? The Fantastic Journey (Wii / DS / iPhone / iPod touch, 2009, Ludia)

## Auftritte in Spielfilmen
- In Die nackte Kanone 33⅓ (1994) im applaudierenden Publikum der Oscar-Verleihung.
- In Asterix & Obelix: Mission Kleopatra (2002) unter den ägyptischen Arbeitern.
- Für 2013 war eine Realverfilmung des Stoffes geplant, in dem Jim Carrey den Titelcharakter spielen sollte. Der Arbeitstitel lautete Where’s Waldo?. Die Rechte des Kinderbuches liegen bei Universal Studios und Illumination Entertainment.
- Wiederholte „Auftritte“ in Medianeras (2011) als Lieblingsbuch der Protagonistin Mariana.

## Auftritte in TV-Serien
- Friends: Der Doktor lebt (Staffel 9, Episode 197)
- Die Simpsons: Barts Komet (Staffel 6), Die Kurzzeitberühmtheit (Staffel 11)
- Eine schrecklich nette Familie: Die entscheidende Meile (Staffel 8, Episode 18)
- South Park: Imaginationland III (Staffel 11, Episode 165)
- Drawn Together: Spelling Applebee’s (Staffel 3, Episode 3; Clara verkleidet sich als Walter)
- How I Met Your Mother: Arrivederci Fiero (Staffel 2, Episode 17)
- Frasier: Halloween, Teil 1 (Staffel 5, Episode 3; Bob „Bulldog“ Briscoe verkleidet sich als Walter)
- The Big Bang Theory: The Re Entry Minimization (Staffel 6, Episode 4)
- Modern Family: Halloween 3: Die Rache der Claire Dunphy (Staffel 6, Episode 6; Lily verkleidet sich als Walter)

## Trivia
- Die französische Version Où est Charlie der Buchreihe war für den Grafiker Joachim Roncin, Pariser Art Director und Musikjournalist des Magazins Stylist, ausschlaggebend für den Schriftzug Je suis Charlie (dt.: Ich bin Charlie), den er als Solidaritätsbekundung für den Anschlag auf die Mitarbeiter des Satiremagazins Charlie Hebdo entworfen hatte.[3]